# 岩男俊貞
岩男 俊貞（いわお としさだ、1836（天保7）年 - 1883（明治16）年）は肥後藩士、大蔵官僚、県会議員。

## 略歴
肥後熊本藩士岩男伝之允の子。藩校時習館に学ぶ。横井小楠の門弟。勝海舟の神戸海軍塾に入塾。入塾に際して坂本龍馬と熊本から神戸まで同行した。
1865年（慶応元年）坂本龍馬と横井小楠の沼山津会談を手紙で調整した。
1869年（明治2年）横井小楠暗殺の後、京都から遺髪を持ち帰り、熊本の光輪寺で小楠の門弟たちと葬儀を行った。小楠遺髪は四時軒近くの小楠公園内に埋葬されている。
1872年（明治5年）に実弟岩男三郎とともにアメリカへ留学。帰国後に大蔵省主計局監督正、酒田県大参事、熊本県議会副議長を歴任した。